# 聚星

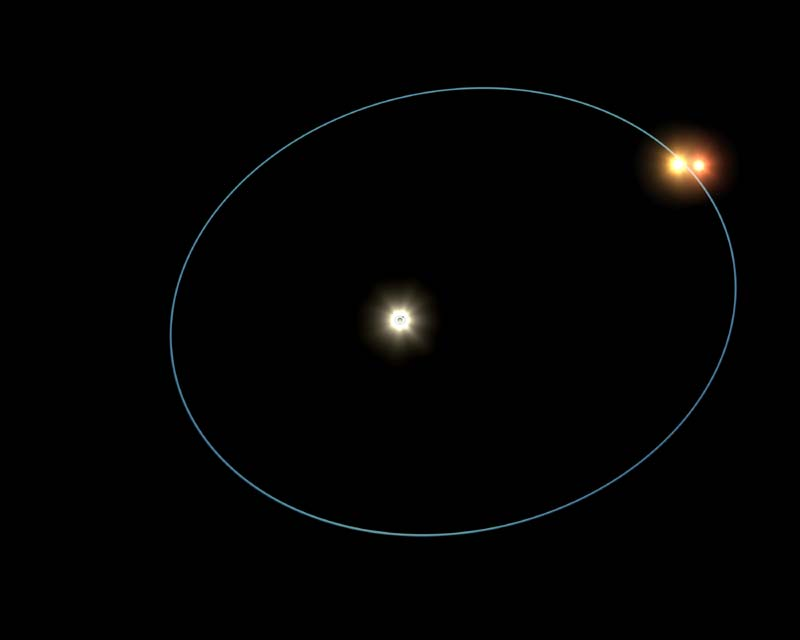
三星系統HD 188753的艺术示意图

聚星是指三顆或更多恆星，而且這些恆星在地球的角度上來看顯得非常接近對方。這種接近可能只是表面上看來接近，這時聚星便是視覺上看上去接近；又或者它們實際上地接近並以引力吸引著對方，這時聚星便是物理上的。物理上的聚星称为聚星系。聚星有三顆恆星時稱爲三星，有四顆恆星時称爲四星，如此類推。
在三星系統裏，每顆恆星都圍繞著系統的質量中心公轉。通常兩顆恆星很接近並組成雙星而第三顆會比較遙遠，這種结构被稱爲阶式结构（hierarchical）。含有三颗以上恒星的聚星系通常也是阶式结构的。, §2.4.

## 例子

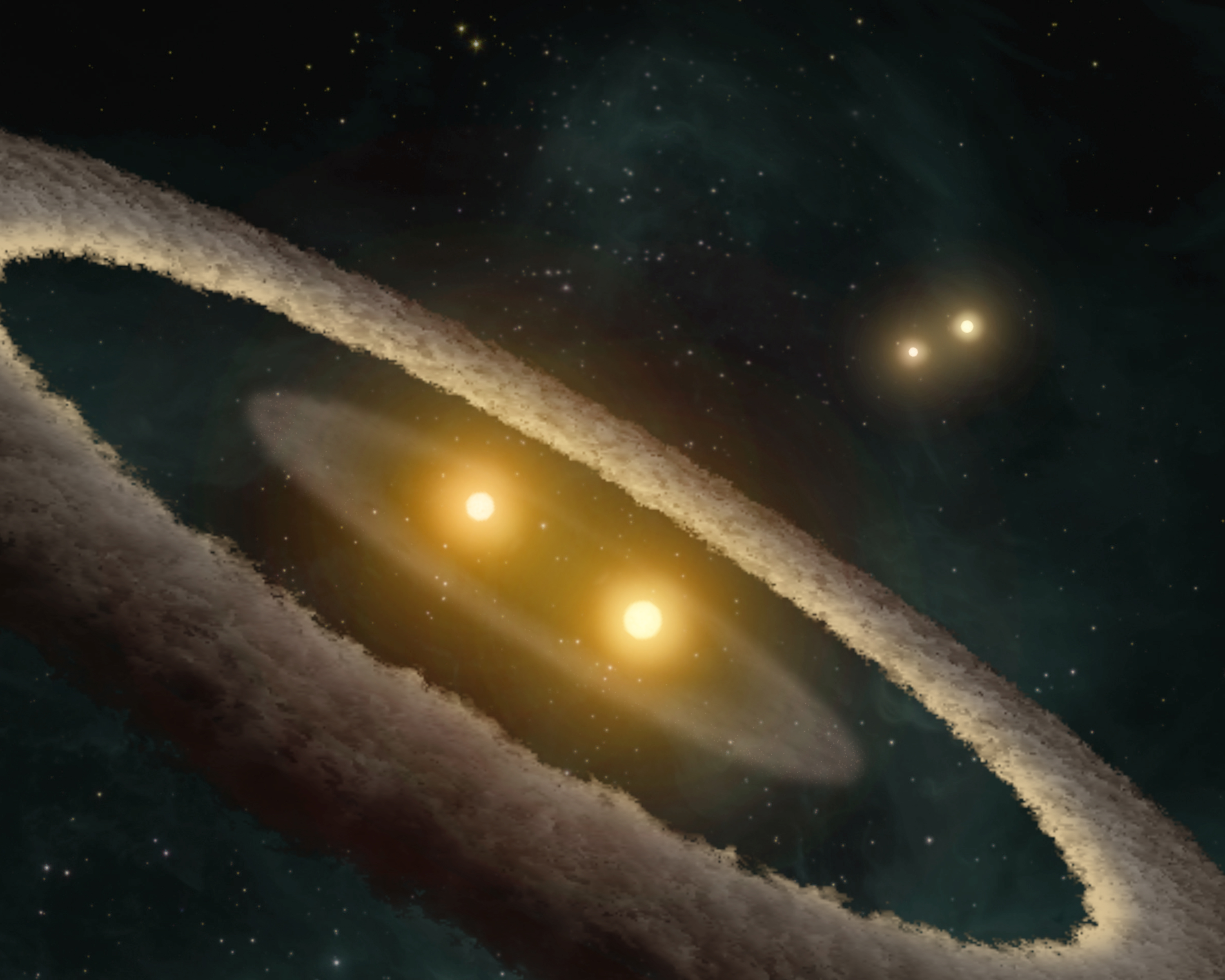
HD 98800是位於TW Hydrae association的四星系統

- HR 3617是一個三星系統，由HR 3617A、HR 3617B和HR 3617C組成。A和B組成物理上的雙星而C則是視覺上接近。
- 半人马座α星（南門二）是一個三合星系統，有主要的一對黃矮星（半人马座α星 A和半人马座α星 B），同時還有較遠的紅矮星：比邻星。A和B是物理上的雙星，軌道離心率極高，使它們接近時有11 AU而遙遠時可達36 AU。比邻星離它們很遠（大約15,000 AU），相比於A和B之間的距離。雖然這種距離相對於其他星際距離仍然較小，但是比邻星是否真的以引力吸住A和B則頗具爭議。[4]
- HD 188753是一個物理三合星系統，離地球約149光年，位於天鹅座中。此系統由黃矮星HD 188753A、橙矮星HD 188753B和紅矮星HD 188753C組成。B和C以156天的周期互相圍繞著公轉，並且一起每25.7年圍繞A公轉一圈。一顆太陽系外類熱木星行星以極接近A的軌道公轉。
- 北極星是一個三星系統。較近的恆星由於太接近了，而在2006年哈勃太空望遠鏡拍攝後，我們才只能從它對北極星A的引力影響中知道它的存在。
- 北河二在1678年被发现是一颗双星，两颗成员的视星等分别为2.8和2.0。二者的距离约为6"，绕行周期约为467年。北河二的每个成员自身都是分光双星，这样的话，北河二实际上是一个四星系统。北河二还有一个距离72"的暗伴星，它们具有相同的视差和自行；这颗伴星是一颗食双星系统，光变周期略小于1天。它是我们少数已知的成员都是M型矮星的食双星系统。所以北河二也可以看做是一颗六星系统，六颗独立的恒星通过重力约束在一起,成员C的变星分类为双子座YY。[5]

## 外部連結
- Triple star system, APOD （页面存档备份，存于）
- Alpha Centauri system, APOD （页面存档备份，存于）
- Alpa Centauri, APOD, 2002 April 25 （页面存档备份，存于）
- . SolStation.   [December 5, 2005]. （原始内容存档于2016-04-12）.